# Mary Sidney

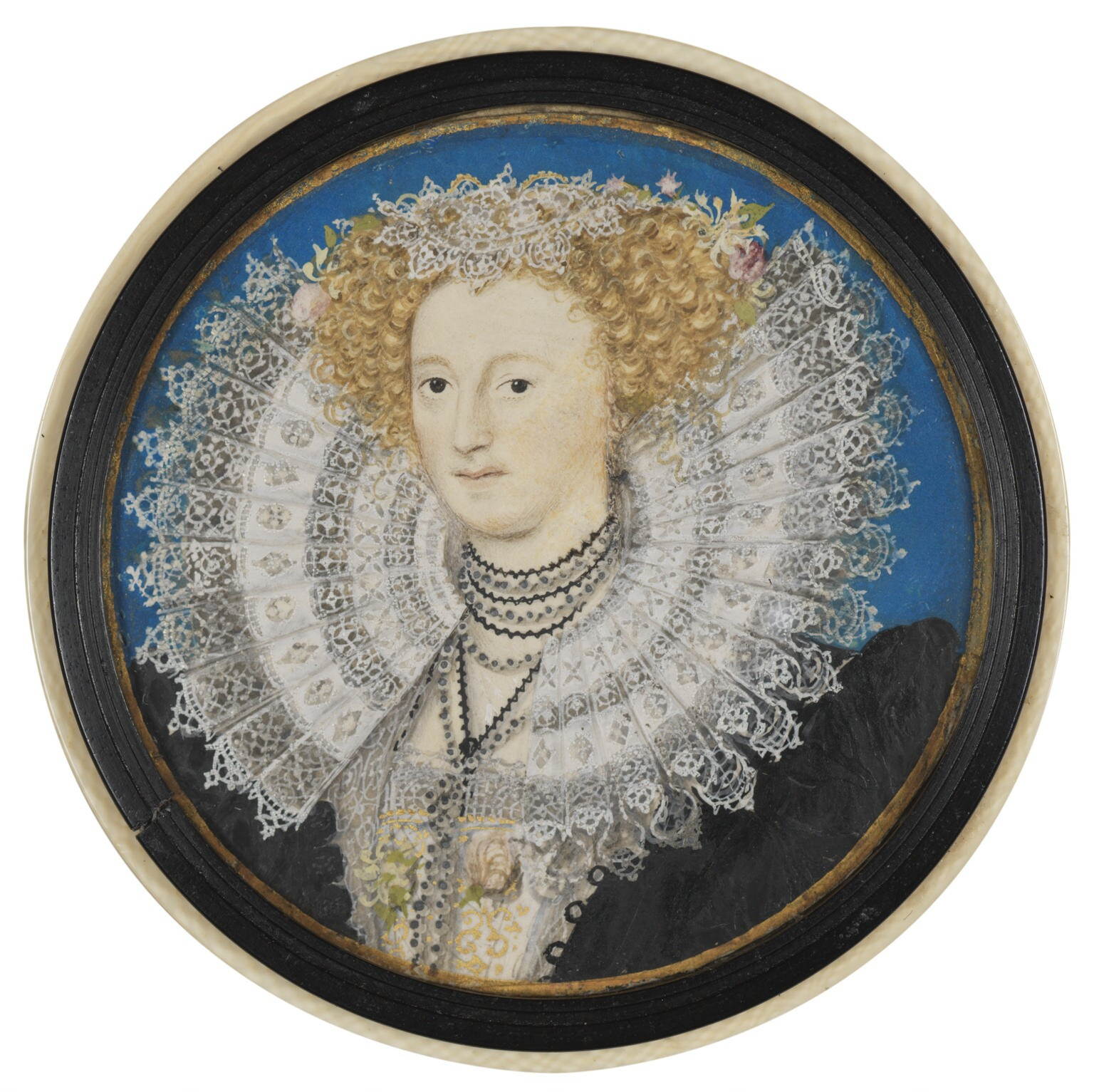
Portret Mary Sidney

Mary Sidney, Mary Sidney Herbert, Countess of Pembroke (ur. 1561, zm. 1621) – poetka angielska, siostra Philipa Sidneya, znana jako opiekunka literatów.
Poetka urodziła się jako córka Henry'ego Sidneya and Mary Dudley w Tickenhall pod Bewdley w hrabstwie Worcestershire na pograniczu walijskim. Jej ojciec był towarzyszem króla Edwarda, który zmarł w jego ramionach. Jej matka zaś była przyjaciółką królowej Elżbiety i została oszpecona wskutek ospy, którą się zaraziła od chorej monarchini. W wieku piętnastu lat została trzecią żoną Henry'ego Herberta, Earla Pembroke.
Literacką karierę Mary Sidney rozpoczęła pod koniec lat osiemdziesiątych XVI wieku po odchowaniu trójki z czworga urodzonych dzieci.
W 1578 Sidney przetłumaczyła tragedię francuskiego dramaturga Roberta Garniera Marc Antoine, która stała się źródłem zarówno dla Kleopatry Samuela Daniela, jak i Antoniusza i Kleopatry Williama Szekspira.
Gdy jej brat poległ śmiercią bohatera w bitwie pod Zupthen, Mary Sidney uczciła jego pamięć elegią The Dolefull Lay of Clorinda.
Mary Sidney, podobnie jak w Polsce Jan Kochanowski, parafrazowała starotestamentowe psalmy. Jej wersja Psałterza charakteryzuje się nieprzeciętnym wyrafinowaniem formalnym. Poetka stosuje między innymi strofę królewską, septet aabcbbc, septet abccbab, oktostych rymowany abbaccdd, oktostych rymowany ababcbcb, jak również strofę dwunastowersową z podwójnym układem lustrzanym abccbaacbbca (Psalm 55).
O Lord, whose grace no limits comprehend,
Sweet Lord, whose mercies stand from measure free;
To me that grace, to me that mercy send,
And wipe, O Lord, my sins from sinful me;
O cleanse, O wash my foule iniquity;
Cleanse still my spots, still wash away my stainings,
Till stains and spots in me leave no remainings.
Mary Sidney zmarła na ospę w swoim domu w Londynie w wieku 59 lat.